# Галстян, Айрапет Месропович
Айрапет Месропович Галстян (арм. Հայրապետ Գալստյան; 31 августа 1939, Ереван — 14 декабря 2024) ― советский и армянский врач-онколог, доктор медицинских наук (1975), профессор (1991), член-корреспондент Национальной академии наук Армении (2000). Известен своими работами в области лечения онкологических заболеваний.

## Биография
Родился 31 августа 1939 года в Ереване, Армянская ССР, СССР.
В 1960 году окончил Ереванский государственный медицинский институт.
С 1977 года работал заведующим отделением общей онкологии Национального центра онкологии имени Фанарджяна, с 1981 по 2002 год также был заместителем директора, до 2014 года работал директором этого центра. С 1981 года работал заведующим радиологическим отделением.
Президент специализированного ученого совета «Медицинская радиология» и «Онкология». Почётный президент Армянской ассоциации онкологов с 2004 года, почётный президент Ассоциации радиационных онкологов-радиологов.
Умер 14 декабря 2024 года в возрасте 85 лет.

## Научная деятельность
Работы Айрапета Месроповича Галстяна посвящены вопросам диагностики, комплексного лечения злокачественных новообразований желудочно-кишечного тракта, молочной железы, мягких тканей.
Является автором более 20 методических заданий, рационализаторских предложений, авторских свидетельств, 312 опубликованных научных работ, 6 монографий, учебных пособий.

## Награды
- Медаль Мхитара Гераци, 1999 год
- Серебряная медаль имени Ивана Павлова «За развитие медицины и здравоохранения», 1999 год
- Медаль Пауля Эрлиха, 2000 год
- Медаль Вильгельма Рентгена, 2003 год
- Почётный гражданин Еревана, 2006 год[7]
- Памятная медаль Премьер-министра Республики Армения, 2014 год